# Homosexualität in Katar

Geografische Lage von Katar

In Katar ist Homosexualität, im Einklang mit der traditionellen islamischen Moral, verboten. Es gibt keine rechtliche Anerkennung gleichgeschlechtlicher Ehen oder eheähnlicher Lebensgemeinschaften. 

## Legalität
Hauptquelle der Rechtsprechung in Katar ist die Scharia.
In Katar sind sexuelle Handlungen unter Frauen sowie unter Männern verboten. Nach Artikel 201 des Strafgesetzbuchs aus dem Jahr 1971 wird „Sodomie“ – unabhängig vom Geschlecht – mit bis zu fünf Jahren Freiheitsstrafe bestraft, gegen Muslime kann sogar die Todesstrafe verhängt werden.

Es gibt bekannte Fälle, in denen auch Ausländer verurteilt wurden. So erhielt 1996 ein US-Bürger eine sechsmonatige Freiheitsstrafe und 90 Peitschenschläge. Ein britisch-mexikanischer Mitarbeiter von Qatar Airways ist im Februar 2024 in Doha „nach einer Verabredung über die schwule Dating-App Grindr festgenommen und zu sechs Monaten Haft auf Bewährung verurteilt worden.“  Außerdem verlor er seine Arbeitsstelle bei Qatar Airways.

## Kontroverse
Nachdem Katar die Fußball-Weltmeisterschaft 2022 zugesagt wurde, äußerte sich FIFA-Präsident Sepp Blatter dahingehend, dass er homosexuelle Fans aufforderte, aus Respekt vor dem Gastgeberland auf Sex während der WM zu verzichten, so lange sie sich in Katar befinden. Nachdem dies heftige Kritik ausgelöst hatte, entschuldigte sich Blatter für diese Äußerung.